# Ваздухопловство и противваздушна одбрана Војске Републике Српске
Ваздухопловство и противваздушна одбрана (скраћено В и ПВО), било је вид Војске Републике Српске задужен за одбрану ваздушног простора Републике Српске. Званично је основано 27. маја 1992. године. Учествовало је у рату у Босни и Херцеговини и рату у Хрватској, а после борбених дејстава је реорганизовано. Првог јануара 2006. године постало је део јединствених Оружаних снага Босне и Херцеговине, а део хеликоптера РВ и ПВО је пребачен у цивилне структуре Републике Српске.

## Историја

### Предисторија
Босна и Херцеговина је мултиетничка држава. Према попису становништва из 1991. године, од 4.364.649 становника 43,65% се изјаснило као Муслимани, 31,38% као Срби, 17,31% као Хрвати и 5,49% као Југословени. Већина Југословена су били Срби или дјеца из мјешовитих бракова. Године 1991, било је 27% мјешовитих бракова.
Као резултат првих вишестраначких избора, одржаних у новембру 1990. године, највише гласова су освојиле три највеће националне странке, Странка демократске акције, Српска демократска странка и Хрватска демократска заједница. Странке су подијелиле власт по етничким линијама, а предсједник Предсједништва постао је Муслиман Алија Изетбеговић, предсједник Скупштине Србин Момчило Крајишник и предсједник Владе Хрват Јуре Пеливан.
Скупштина Социјалистичке Републике Босне и Херцеговине је 15. октобра 1991. у Сарајеву усвојила простом већином „Меморандум о суверенитету Босне и Херцеговине”. Српски посланици нису прихватали меморандум, тврдећи да питања везана за измјене устава морају бити подржана двотрећинском већином чланова Скупштине. Упркос противљењу српских представника, „Меморандум” је одобрен, због чега су Срби бојкотовали Скупштину. Не марећи за бојкот, Скупштина је започела усвајање законске регулативе, па је тако 25. јануара 1992. расписан референдум о независности, заказан за 29. фебруар и 1. март.
Одзив на референдуму био је 63,4%, од чега је 99,7% бирача гласало за независност. Међутим, Срби који су чинили нешто мање од трећине становништва БиХ, бојкотовали су референдум и прогласили непослушност новој Влади БиХ, почев од 27. марта оснивајући Владу Српске Републике Босне и Херцеговине.
Током љета 1991. године за вријеме борбених дејстава у Словенији и Хрватској команда Југословенске народне армије је одлучила да повуче дио својих снага из ових побуњених република. Дијелови ЈНА напустили су цјелокупну територију Словеније у складу са споразумом словеначког руководства и Предсједништва СФРЈ. У исто вријеме у Хрватској, ЈНА се повукла само са дијела територије, повлачећи своје снаге на територију Српске Крајине или Босне и Херцеговине. Неке од повучених јединица су касније учествовале у борбеним дејствима у Хрватској. Конкретно, припадници РВ и ПВО СФРЈ су напустили аеродроме Церкље у Словенији и Плесо и Лучко у Хрватској. На територију Босне и Херцеговине је повучен дио ПВО, који је претходно покривао Загреб.
Након потписивања Сарајевског примирја између Хрватске и Југославије, ЈНА је реорганизована. Пети корпус РВ и ПВО ЈНА је расформиран, као и неке јединице. Преостали припадници су прешли у састав 5. оперативне групе В и ПВО, чија је зона одговорности била западна Босна и Херцеговина и Српска Крајина. Почетком сукоба у Босни и Херцеговини ЈНА је кратко учествовала у борбама, али су власти у Београду одлучиле да повуку војску на територију Србије и Црне Горе до 19. маја 1992. године. Припадници ЈНА који су поријеклом из Босне и Херцеговине су већином демобилисани и већином су се прикључили Војсци Српске Републике Босне и Херцеговине, која је створена у мају исте године. ЈНА је иза себе оставила велику количина наоружања и опреме. Конкретно, В и ПВО ВСРБиХ који је био у процесу формирања, примао је авионе и хеликоптере стациониране на аеродрому Маховљани.

### В и ПВО током Рата у Босни и Херцеговини
Дана 12. маја 1992. године руководство Српске Републике Босне и Херцеговине донијело је одлуку о стварању Војске Српске Републике Босне и Херцеговине. Један од видова ВСРБиХ је било и В и ПВО које је основано 19. маја 1992. Од ЈНА ВСРБиХ је добила девет авиона Ј-21 јастреб, тринаест Ј-22 орао, један Г-4 супер галеб, двадесетседам хеликоптера SA 342 Газела и четрнаест Ми-8Т. Поред ваздухоплова, ЈНА је оставила и противавионске системе С-75 Двина и 2К12 Куб, преносне ракетне системе Стрела-2 и 9K38 игла и противавионску артиљерију калибра 20 мм, 30 мм и 40 мм. В и ПВО ВСРБиХ је располагању је остављена инфраструктура на аеродрому Маховљани и хеликоптерску базу Залужани.
В и ПВО ВСРБиХ је званично формирано 27. маја 1992. године. Истог дана борбени авиони су извршили шеснаест летова, дејствујући по Хрватској војсци и Хрватском вијећу одбрану у Посавини. Први командант В и ПВО ВСРБиХ био је генерал Живомир Нинковић. На челу штаба се налазио пуковник Божо Новак. Главни штаб ВСРБиХ 15. јуна је утврдио организациони и кадровску структуру за ваздухопловну и противваздушну одбрану, а 3. јула је допуњена. Међутим, пошто је у току била веома важна операција Коридор 92, у којој је борбено ваздухопловство било широко укључено, одлучено је да се формирање и реорганизација јединица одложи до краја прве фазе операције. Тек крајем јула исте године формиране су ваздухопловне бригаде, хеликоптерска ескадрила итд.
Током овог периода В и ПВО је активно учествовало у борбама у Посавини, гдје су ХВ и јединице ХВО прекинуле комуникацију између западног и источног дијела Српске Републике. Борбено авијација је вршила неколико налета дневно, а снаге ПВО распоређене на подручје Бање Луке штитиле су од напада хрватског ваздухопловства, које је такође дјеловало у Посавини. Ваздухопловство ВСРБиХ је 9. јуна претрпјело прве губитке, хеликоптер SA 342 Газела је оборен. У близини села Јоховац 11. јуна оборен је двосјед Ј-21 јастреб. Пилот и техничар су погинули. Недалеко од Дервенте је 24. јуна дејством противавионске артиљерије Срби су оборили МиГ-21 хрватског РВ и ПРО, а пилот гине. Након тога, хрватско ваздухопловство је зауставило своје дејства у Посавини. В и ПВО ВСРБиХ 28. јуна је изгубило други авион, 108. бригада ХВ је оборила Ј-22 орао изнад Оџака, а пилот Богослав Лукић је убијен у ваздуху. Поред борбеног ваздухопловства у операцији Коридор 92, важну улогу су одиграли и транспортни хеликоптери. Они су извукли 1.894 рањеника у 2.909 летова. Ударно ваздухопловство током ових борби је извршила 1.242 налета, током којих је већином имало подршку копнене војске. На љето 1992. године ваздухопловство ВРС је вршило ударе по објектима војна индустријска постројења у Новом Травнику, Витезу, Зеници и другим мјестима под контролом Републике Босне и Херцеговине. Савјет безбједности ОУН је 9. октобра усвојио резолуцију 781, којом су забрањени летови изнад Босне и Херцеговине. Дан касније ваздухопловство је прекинуло летове.
Након усвајања резолуције СБ ОУН, западне дипломате су започеле вршити притисак на руководство Републике Српске, захтијевајући распуштање ратног ваздухопловства. Њихов главни аргумент је био одсуство авиона код противника ВРС — АРБиХ и ХВО. На преговорима са Дејвидом Овеном предсједник Републике Српске Радован Караџић се првобитно сложио са овим захтјевом, али након разговора са генералима Нинковићем и Ратком Младићем одбио је да расформира В и ПВО. Борбени авиони су летјели до прољећа 1993, али су зато хеликоптери наставили са летовима, углавном вршећи извлачење рањеника и испоруку терета. Поред тога, хеликоптери SA 342 Газела су повремено пружали подршку копненим снагама. На љето 1993. године Српска војска Крајине је дозволила ВРС да користи аеродром Удбина. То је омогућило В и ПВО да настави са борбеним летовима, јер је ваздушни простор изнад Српске Крајине био отворен. Поред неколико авиона ВРС је у Српску Крајину пренијела и двије батерије ракетног систем ПВО 2К12 Куб. Припадници АРБиХ су у близини Брчког 2. августа 1993. године из преносног ракетног систем Стрела-2М оборили Ми-8Т ВРС, у коме је погинуло шест официра. Међу погинулима је био и командант 92. мјешовите авијацијске бригаде потпуковник Слободан Кустурић.
Војска Републике Српске је 28. фебруара 1994. године преузела операцију уништавања муниције за далекометне вишецјевне бацаче ракета у Бугојну и Новом Травнику. У операцију је било укључено шест авиона Ј-21 јастреб и два Ј-22 орао, смјештена на аеродрому Удбина. Ј-21 јастребови су гађали фабрику муниције у Новом Травнику, а Ј-22 орлови су бомбардовали складиште оружја у Бугојну. На повратку у базу пресрео их је ловачки авион Америчког ратног ваздухопловства F-16 фајтинг фалкон, који је имао задатак очувања зоне забране лета изнад Босне и Херцеговине. Оборена су четири авиона Ј-21 јастреб, пети је пао усљед недостатка горива. Посљедњи Ј-21 јастреб и оба Ј-22 орла су се приземљила на аеродрому Удбина.
На прољеће 1994. године снаге Организације Сјеверноатлантског споразума су извршиле бројне ударе на положаје ВРС у близини Горажда. Срби су успјели да погоде француски Етендар IVP 15. априла помоћу преносног ракетног систем Стрела-2М, али је авион био у стању да се врати на носач авиона. Сљедећег дана, Срби су истом ракетним системом оборили британски Си Харијер, које је пао у Горажде. Након ових догађаја, В и ПВО ВРС је учествовало у борбама за Бихаћ на јесен 1994. године. У почетку су авиони, који су полијетали са Удбине, испаљивали ракете из ваздушног простора Српске Крајине, без повреде зоне забрањеног лета изнад Босне и Херцеговине. Два авиона Ј-22 орао су 18. новембра 1994. напали војне и индустријске објекте у Бихаћу, а један авион је пао након што је крилом ударио у цијев једне од фабрика. На крају, како би спријечили коришћење аеродрома Удбина, НАТО је 21. новембра извршио масивни ваздушни удар. Положаји ПВО Српске Крајине на подручју Баније и ПВО Српске у западној Босни су такође били мета ваздушних удара.
Током офанзиве ХВ на западну Славонију 2. маја 1995. године, ПВО ВРС оборио је хрватски МиГ-21 изнад Босанске Градишке, који је непосредно прије тога испустио неколико бомби над град. Истог дана на то подручје је пребачена 1. самоходна батерија ПВО, али је хрватско ваздухопловство прекинуло летове. У мају исте године, снаге НАТО су извршиле неколико удара на складишта ВРС. Покушавајући да пресретну нападајући авион, 1. самоходна батерија ПВО је 2. јула 1995. године оборила амерички F-16 фајтинг фалкон, који је пао код Босанског Петровца. Пилот је успио да се катапултира и шест дана се скривао од припадника ВРС. Евакуациона група НАТО га је 8. јула извукла. Овај инцидент је довео до озбиљних промјена у прописима Америчког ратног ваздухопловства. Од тада су удари ваздухопловства извођени само уз подршку авиона са противрадарским ракетама.
Ваздухопловство ВРС је активно учествовало у борбама на Динари крајем јула 1995. године, када су снаге ХВ и ХВО заузеле Босанско Грахово и Гламоч. За вријеме операције Олуја авиони ВРС су се са аеродрома Удбина вратили на аеродром Маховљани. Такође су прелетјели сви исправни авиони СВК. Два Ј-22 орла ВРС су 6. августа 1995. године нанијели удар на хемијски завод у Кутини у Хрватској. Током тог периода, ваздухопловство ВРС је изгубило два авиона. Један Ј-22 орао је у јуну, због грешке пилота, пао на писту аеродрома Удбина, а другог је оборила „пријатељска ватра” код Дрвара 10. августа..
НАТО је 30. августа 1995. године покренуо операцију Намјерна сила, која је трајала до 21. септембра исте године. Након званичног окончања операције извршено је неколико ваздушних удара по српским положајима, а посљедње бомбардовање је извршено 9. октобра. Један од задатака операције био је уништење ПВО ВРС. Уништено је или оштећено 60 војних објеката ВРС, укључујући радаре, комуникацијске центре, командна мјеста итд. Губици НАТО су износили један Мираж 2000, који је оборен из ракетног система Игла 30. августа у близини Пала. Послије операције представник Америчког ратног ваздухопловства Чарлс Волд изјавио је да је, упркос проузрокованој штети, ПВО ВРС задржао борбену способност.
Док је ваздухопловство НАТО вршило ударе по положајима ВРС, 9. септембра снаге ХВ, ХВО и АРБиХ покренуле су бројне велике офанзивне операције на подручју западне Босне и планине Озрен. У овим борбама, В и ПВО је пружало подршку копненим снагама ВРС. Авиони ВРС су важну улогу имали у нападима на хрватске положаје у Новом Граду и Козарској Дубици (Операција Уна) и на муслиманске положаје. У борбама за Нови Град оборен је један Ј-21 јастреб. Посљедња борбена мисија В ВРС у Рату у Босни и Херцеговини била је у новембру 1995. године.
За вријеме борбених дејстава у саставу В и ПВО ВРС погинуло је 89 војних лица. Међу њима је 13 пилота и 15 припадника техничког особља ескадрила. Погинуло 35 људи у копненим борбама, а 26 током бомбардовања НАТО. Од наоружања, В и ПВО ВРС је изгубило 12 авиона (5 Ј-22 и 7 Ј-21) и 7 хеликоптера (5 Газела и 2 Ми-8Т).
Авион Ј-21 јастреб број 24160 искориштен је као спомен обиљежје погинулим пилотима и припадницима В и ПВО ВРС.

### Послијератни период
Након прекида борбених дејстава, припадници В и ПВО ВРС су се вратили у касарне. На крају 1995. године у саставу ВРС је остало 8 авиона Ј-22 орао, 15 Ј-21 јастреб, 1 Г-4 супер галеб, 2 Утва 75, 22 хеликоптера SA 342 Газела и 12 хеликоптера Ми-8Т. Од новембра 1995. до 25. априла 1996, када су се припадници СФОР припремали за распоређивање снага по Босни и Херцеговини, сви летови у ваздушном простору БиХ су били забрањени. Након укидања забране, ваздухопловство ВРС је обуке вршила само на подручју Прњавора. Свака од обука је била под контролом међународних снага и требало је да добије прелиминарно одобрење. Истовремено, током првих мисија обуке, авиони и хеликоптери нису смјели носити оружје.
У марту 1996. године у ВРС је извршена реорганизација, углавном због смањења броја припадника и трансформација јединица. У В и ПВО 155. бригада је трансформисана у 855, 92. мјешовита бригада у 892, 51. батаљон у 851, 172. пук у 872, вод РЕБ и чета РЕБ у 88. вод и 88. чету, 474. пук у 884. пук, 474. база у 874. базу. 92. вишенамјенска ескадрила, 76. база, 76. ескадрила, служба безбједности ваздухопловства и ваздушнодесантна чета су расформиране. Смањен је и број војне технике. Према Дејтонском мировном споразуму, ВРС је могла располагати са 21 борбеним авионом и 7 борбених хеликоптера. Због тога је са неколико хеликоптера демонтирано наоружање. Од 1998. године В и ПВО је командовао генерал Милан Торбица.
СФОР је 1998. године уклонио ранију забрану В и ПВО ВРС учешћа у заједничким војним вјежбама са копненом војском. За вријеме НАТО бомбардовања СР Југославије 1999. године дио официра из ПВО ВРС учествовао је у борбеним дејствима у саставу РВ и ПВО Војске Југославије. Послије окончања ратних дејстава вратили су се у Републику Српску. Истовремено, штета која је начињена Југославији, а посебно њеном војно-индустријском систему, озбиљно је отежала одржавање борбене способности РВ и ПВО ВРС, као и обуку њених пилота.
Од 17. јула 2002. године В и ПВО ВРС је командовао генерал Маринко Шиљеговић. Ваздухопловство ВРС није имало могућности да купи нове авионе и хеликоптере, ограничивши се тиме на поправку старих летјелица. Постепено, бројност исправне технике се смањила. У јесен 2002. године авиони Ј-22 орао извршили су своје посљедње летове, послије чега су послати на конзервацију. Године 2003. у саставу В и ПВО је било 7 Ј-22 орлова, 9 Ј-21 јастребова, 1 Г-4 супер галеб, 2 Утва 75, 22 хеликоптера Газела и 11 Ми-8Т. Број особља је износио 1.100, од чега су 250 били регрути. У редовима ваздухопловства је било 64 пилота.
У августу 2005. године Народна скупштина Републике Српске је усвојила приједлог замјеника Високог представника у БиХ Рафија Грегоријана по коме је планирано формирање јединствених оружаних снага и министарства одбране у оквиру широке војне реформе. Према плану, оружане снаге ентитета су требало да буду укинуте, а питање одбране је требало пренијети на Савјет министара у Сарајеву. В и ПВО ВРС постало је дио одговарајућег вида Оружаних снага БиХ. На територији Српске војну функцију је задржао само аеродром Маховљани. Уз подршку власти Српске, пилоти који су напустили војску су основали предузеће „Хеликоптерски сервис Републике Српске”, који је у свом саставу имао неколико хеликоптера, укључујући и три Газеле из бившег В и ПВО ВРС. Као дио предузећа хеликоптери су обављали задатке у интересу Владе и министарства унутрашњих послова Републике Српске.

## Организација В и ПВО ВРС

### Командни састав
Током постојања Ваздухопловстава и противваздушне одбране Војске Републике Српске, овим видом војске су командовали сљедећи команданти:
- генерал-мајор Живомир Нинковић (1992—1998);[11]
- генерал-мајор Милан Торбица (1998—2002);[41][42]
- генерал-мајор Маринко Шиљеговић (1998—2005).[48][44]

### Организационо-кадровска структура за вријеме рата
Организационо-кадровска структура В и ПВО ВРС је одређена у јуну 1992. године. Одговарајући налог је издао Главни штаб 16. јуна. Према њему, В и ПВО ВРС треба имати сљедећи структуру:
- Штаб;
- 92. мјешовита авијацијска бригада;
- 155. пук ПВО (касније трансформисан у 155. бригаду);
- 51. батаљон ваздушног праћења, откривања и навођења;
- 474. ваздухопловна база (касније преименована у 74. базу);
- Ваздушнодесантна чета;
- Вод РЕБ;
- Служба безбједности.

Налогом Главног штаба од 3. јула 1992. основане су и јединице:
- 76. ваздухопловна база;
- 76. ваздухопловна ескадрила;
- 92. лака авијацијска вишенамјенска ескадрила;
- 474. лаки артиљеријско-ракетни пук ПВО;
- Ваздухопловни завод Космос;
- Ремонтно-технички завод Орао.

Ова организационо-кадровска структура В и ПВО је кориштена током рата. Допуњена је 17. фебруара 1994. стварањем 172. средњег самоходно ракетног пука ПВО.

### Организациона и кадровска структура у послијератном периоду
Након окончања борбених дејстава руководство Републике Српске је одлучило да реорганизује оружане снаге, смањењем бројности и укидањем многих јединица. Нови састав В и ПВО ВРС је утврђен 5. јуна 1996. године:
- Штаб;
- 855. ракетна бригада ПВО;
- 892. авијацијска бригада;
- 851. батаљон ваздушног праћења, откривања и навођења;
- 872. средњи самоходни ракетни пук ПВО;
- 88. електронски извођачки вод;
- 88. чета РЕБ;
- 884. лаки артиљеријски пук ПВО;
- 874. ваздухопловна база.

## Организациона и кадровска структура 2003.
- Штаб;

командант генерал-мајор Маринко Шиљеговић, начелник штаба: пуковник Душан Четковић
- 874. ваздухопловна база

командант: пуковник Милан Стојановић, начелник штаба: потпуковник Радивоје Јевић 
- 855.ракетна бригада ПВО

командант: потпуковник Мирко Зинајић, начелник штаба: мајор Адановић 
- 892. мјешовита авијацијска бригада

командант: потпуковник Владо Гвозден, начелник штаба: потпуковник Трипко Ћук 
- Извиђачко борбена авионска ескадрила

командант: мајор Владимир Грујић 
- Мјешовита хеликоптерска ескадрила

командант: мајор Раденко Панић 
- 851.батаљон ваздушног праћења, откривања и навођења;

командант: мајор Панинчић, начелник штаба: капетан 1. класе Драган Ђукић

## Наоружање и војна опрема
| Оружје          | Поријекло | Тип                                   | Бројност         | Фотографија |
| --------------- | --------- | ------------------------------------- | ---------------- | ----------- |
| Ј-21 јастреб    | СФРЈ      | ловац-бомбардер                       | 9                |             |
| J-22 орао       | СФРЈ      | ловац-бомбардер                       | 13               |             |
| Г-4 супер галеб | СФРЈ      | школско-борбени авион                 | 1                |             |
| Ми-8Т           | СССР      | транспортни хеликоптер                | 14               |             |
| SA 342 Газела   | СФРЈ      | вишенамјенски хеликоптер              | 27               |             |
| 2К12 Куб        | СССР      | ракетни систем противваздушне одбране | три батерије     |             |
| С-75 Двина      | СССР      | ракетни систем средњег домета         | четири дивизиона |             |
| 9К31 Стрела 1   | СССР      | ракетни систем кратког домета         | непознато        |             |
| 9К35 Стрела-10  | СССР      | ракетни систем кратког домета         | непознато        |             |
| 9К32 Стрела-2М  | СССР      | преносни ракетни систем               | непознато        |             |
| 9K38 игла       | СССР      | преносни ракетни систем               | непознато        |             |
| M55             | СФРЈ      | противваздухопловни топ               | непознато        |             |
| БОВ-3           | СФРЈ      | самоходни противваздухопловни топ     | непознато        |             |
| М53/59 Прага    | СФРЈ      | самоходни противваздухопловни топ     | непознато        |             |
| Бофорс Л60      | СФРЈ      | противваздухопловни топ               | непознато        |             |